# AECOM
AECOM Technology Corporation (NYSE: ACM; （読み）エイコム) は建築・設計、コンサルティングサービスを提供する、世界でも主要な総合エンジニアリング企業の1社である。世界100,000人以上の従業員で150カ国以上の国と地域で業務を行っている。米国紙Fortune 500で332位にランクしている。
業界紙である米国Engineering News Record誌では第1位、Architectural Record誌には第2位にランクしている。
AECOMはArchitecture, Engineering, Consulting, Operations, Maintenanceの頭文字を取っている。

## オフィス所在地
AECOMはアメリカ、ヨーロッパ、アジア、オセアニア、アフリカで、150カ国以上でオフィスを持っている。

## M&A情報
AECOMは戦略的M&Aによって、事業部門の強化を図っている。
2014年7月にはAECOMが米国エンジニアリング・建設管理会社のURS買収に合意、2015年1月正式に統合予定。

## 事業内容
AECOM は交通インフラ、環境、エネルギー、水資源といった総合インフラ関連事業の会社を傘下におさめ、技術協力、マネジメントサポートを各国の民間企業、国連・政府系機関に提供している。
南極の観測基地や世界貿易センタービル建設、ロンドンやリオデジャネイロオリンピックのマスタープランなど多種多様な実績がある。 

## 第三者からの評価
AECOMは、第三者からさまざまな評価を受けている。
- Best Workplaces (Financial Times)
- One of Greenest Big Companies (Newsweek)
- Best of Best (Black EOE Journal, Hispanic Network Magazine and Professional Woman’s Magazine)

### AECOM Japan
日本では、2003年よりAECOMの環境分野の事業を中心に行っており、M&A等に関連した環境デューデリジェンス、環境労働安全衛生監査、環境法令調査および環境社会配慮確認支援業務などの業務を請負い、海外に進出している日本企業（製造業やコンサルタント企業等）などを主な顧客としている。
また、2011年2月にAECOM Japan株式会社として法人登記している。
AECOM Japanの近年の環境関連プロジェクト例：

- 欧米およびアジア諸国における環境デューデリジェンス業務
- 国内外における環境労働安全衛生監査業務
- 欧米およびアジア諸国における環境法令調査業務
- 国内外の土壌・地下水汚染調査業務
- 欧米およびアジア諸国における環境社会配慮確認支援業務
- 国内外の工場等の環境管理に関するコンサルティング業務

など

## 参照
- Fortune 500社